# Долнє Мрашево
Долнє Мрашево (словен. Dolnje Mraševo) — поселення в общині Стража, регіон Південно-Східна Словенія, Словенія.